# 天主教纽芬兰的圣约翰斯总教区
天主教紐芬蘭的聖約翰斯總教區（拉丁語：Archidioecesis Sancti Ioannis Terrae Novae）是加拿大一個教省總教區，是該國十八個總教區之一。下轄兩個教區。
總教區位於紐芬蘭島東南部。2006年教友有111,000人、卅六個堂區、五十四名司鐸。現任總主教為伯多祿·若瑟·洪特，榮休總主教為瑪爾定·威廉·柯爾。
1784年5月30日設紐芬蘭監牧區，1796年1月5日升為代牧區，1847年6月4日升為教區，1856年2月29日易名。1904年2月8日升為總教區。